# Рок-музика у Туреччині
Анатолійський рок (тур. Anadolu Rock) — термін, який означає поєднання рок-музики з турецьким фольклором. 

## Історія
Напрямок почав розвиватися у середині 1960-х з приходом популярності таких гуртів як the Beatles, The Rolling Stones, Led Zeppelin, Yes, Status Quo у Туреччині і представлений творчістю таких турецьких музикантів, як Мурат Сес (Murat Ses), Джем Караджа (Cem Karaca), а також гуртів Moğollar, Kurtalan Ekspres, Mavi Işıklar, Gültekin KAAN, Apaşlar та Kardaşlar. Сьогодні термін «анатолійський рок» охоплює широке коло музичних явищ, що беруть початок від традицій турецького фольклору та рок-музики (Mor ve Ötesi).

## Масштабні рок-фестивалі (минулі і нинішні)
- Rock'n Coke
- Unirock Open Air Festival
- Barışarock
- Sonisphere Festival